# Karel Pecka
Karel Pecka (* 6. Dezember 1928 in Kližska Nemá; † 13. März 1997 in Prag) war ein tschechischer Schriftsteller und Dissident.

## Leben
1948 beendete er sein Studium an der Handelsakademie in Budweis und arbeitete anschließend als technischer Angestellter in der Firma Tesla. Mit einigen Kollegen aus den Filmstudios Barrandov erstellte und vervielfältigte er die illegale Zeitschrift Za pravdu (Für die Wahrheit). Darin kritisierte er den Sozialistischen Realismus in der Kunst.
1949 wurde er bei einem Fluchtversuch nach Deutschland gefangen genommen und zu elf Jahren Gefängnis verurteilt. Er durchlief mehrere Arbeitslager, darunter die Bergwerke in Kladno, Uranbergwerke in Jáchymov (Sankt Joachimsthal) und das Arbeitslager Bytíz bei Příbram. Im letzteren begann er Geschichten zu schreiben, die mit Hilfe von Arbeitern aus dem Lager herausgeschmuggelt wurden.
Im Dezember 1959 wurde er entlassen und als Bühnenarbeiter im Nationaltheater angestellt. Nach erneuter Verfolgung durch das Regime nach dem Prager Frühling und dem Verbot seiner Bücher arbeitete er als Pumpenwärter. Er gehörte mit zu den ersten Unterzeichnern der Charta 77. 1981 ging er als Invalide (Pecka täuschte endogene Depression vor) in den vorgezogenen Ruhestand, 1988 dann in Altersrente.
1997 erhielt er vom Präsidenten Václav Havel in memoriam die Tomáš-Garrigue-Masaryk-Orden.

## Werke
Pecka publizierte zunächst in verschiedenen Zeitschriften wie Host do domu, Literární noviny, Tvář. Meist waren es Erzählungen, die sich mit dem Thema politische Häftlinge beschäftigten. Seit 1965 wurde er literarisch tätig, schrieb daneben auch einige Drehbücher. 1969 wurde er erneut verboten und veröffentlichte seine Werke nur im Selbstverlag im Ausland. 
Sein erstes im Verlag 68 Publishers erschienenes Buch war Štěpení.

## In deutscher Sprache publiziert
- Dickicht der Angst